# 1964 en football
Cet article présente les faits marquants de l'année 1964 en football.

## Chronologie
- 10 mai, Coupe de France, finale : au Stade olympique Yves-du-Manoir de Colombes, l'Olympique lyonnais remporte la toute première Coupe de France de son histoire en battant les Girondins de Bordeaux sur le score de 2 à 0.

- 15 mai : le Sporting Clube de Portugal remporte la Coupe des vainqueurs de Coupe en battant en finale le club hongrois du MTK Budapest. La finale doit se jouer 2 fois avant de pouvoir départager les deux équipes. C'est le premier titre européen gagné par le Sporting Portugal.
  - Article détaillé : Coupe d'Europe des vainqueurs de coupe 1963-1964
- 24 mai : tragédie au Stade de l'Estadio Nacional à Lima au Pérou ; un match entre les sélections amateurs du Pérou et de l'Argentine dégénère en émeute provoquant la mort de 318 personnes et plus de 500 blessés.
- 27 mai : l'Inter Milan remporte la coupe d'Europe des clubs champions face au Real Madrid. Le score est de 3 buts à 1 en faveur du club italien. C'est la première Coupe des clubs champions européens gagnée par l'Inter Milan.

- 21 juin : l'Espagne remporte le championnat d'Europe face à l'Union soviétique.

- 25 juin : le Real Saragosse remporte la Coupe d'Europe des villes de foires face au Valence CF, dans une finale 100 % espagnole jouée au Camp Nou de Barcelone.

## Champions nationaux
- Le FC Cologne remporte le championnat d'Allemagne.
- Liverpool remporte le championnat d'Angleterre.
- Le Real Madrid remporte le championnat d'Espagne.
- L'AS Saint-Étienne remporte le championnat de France.
- Le Bologne FC remporte le championnat d'Italie.
- Le RSC Anderlecht remporte le championnat de Belgique.
- Le DWS Amsterdam remporte le championnat des Pays-Bas.

## Naissances
Plus d'informations : Liste d'acteurs du football nés en 1964.
- 9 février : Ernesto Valverde, entraîneur espagnol.
- 16 février : Bebeto, footballeur brésilien.
- 20 février : Rudi Garcia, footballeur français.
- 1er mars : Paul Le Guen, footballeur puis entraîneur français.
- 16 mai : Olivier Dall'Oglio, footballeur puis entraîneur français.
- 15 juin : Michael Laudrup, footballeur danois.
- 30 juillet : Jürgen Klinsmann, footballeur allemand.
- 6 septembre : Luís Campos, dirigeant sportif portugais.
- 9 septembre : Pascal Praud, journaliste français.
- 31 octobre : Marco van Basten, footballeur néerlandais.
- 27 novembre : Roberto Mancini, footballeur puis entraîneur italien.

## Décès
- 28 mai : décès à 69 ans de Sven Friberg, international suédois ayant remporté la médaille de bronze aux Jeux olympiques 1924 et 4 Championnat de Suède.
- 18 novembre : décès à 74 ans de Louis Olagnier, international français.
- 28 novembre : décès à 54 ans de Lamberto Petri, joueur italien ayant remporté le Championnat d'Italie 1936.

- Date inconnue : Karl Ehrenbolger, international suisse ayant remporté la médaille d'argent aux Jeux olympiques 1924.